# Feel the Pressure
Feel the Pressure – drugi solowy album studyjny brytyjskiego piosenkarza Darrena Stylesa, wydany 22 sierpnia 2010 roku.

## Lista utworów
Źródło: AllMusic

### CD1
| Nr  | Tytuł                             | Długość |
| --- | --------------------------------- | ------- |
| 1.  | „Sound Without a Name”            | 3:46    |
| 2.  | „Holding on”                      | 4:11    |
| 3.  | „Take You Down”                   | 3:05    |
| 4.  | „Outta My Head”                   | 4:05    |
| 5.  | „Feel the Pressure”               | 3:19    |
| 6.  | „Days Like These”                 | 3:44    |
| 7.  | „Raining Down”                    | 4:40    |
| 8.  | „Like a Bitch”                    | 4:04    |
| 9.  | „Pandora”                         | 4:08    |
| 10. | „Universe”                        | 4:38    |
| 11. | „Open Your Eyes”                  | 4:13    |
| 12. | „Take Me Away”                    | 3:42    |
| 13. | „Light Up the Sky” [Acoustic Mix] | 3:38    |

### CD2
| Nr  | Tytuł           | Długość |
| --- | --------------- | ------- |
| 1.  | „Breathe Again” | 3:05    |
| 2.  | „Rock Me Out”   | 3:28    |
| 3.  | „Bassline Road” | 4:02    |
| 4.  | „Pacific Sun”   | 3:18    |
| 5.  | „Shining Star”  | 4:03    |
| 6.  | „Now or Never”  | 3:39    |
| 7.  | „Symphonic”     | 5:04    |
| 8.  | „Amigos”        | 3:56    |
| 9.  | „Sorry”         | 3:58    |
| 10. | „Silver Water”  | 3:26    |
| 11. | „Higher Ground” | 4:33    |
| 12. | „Air”           | 3:51    |

## Pozycje na listach
| Państwo         | Lista (2010)   | Najwyższa pozycja |
| --------------- | -------------- | ----------------- |
| Wielka Brytania | Top 100 Albums | 23                |